# Oldenburg (Holstein)
Oldenburg (Holstein) – stacja kolejowa w Oldenburg in Holstein, w kraju związkowym Szlezwik-Holsztyn, w Niemczech. Znajduje się tu 1 peron.